# Oberste Motorradsport-Kommission
Die Oberste Motorradsport-Kommission (OMK) besaß bis 1997 die Sporthoheit für den Motorradsport in der Bundesrepublik Deutschland. Die Kommission war 1947 als Oberste Motorsportkommission gegründet und 1949 umbenannt worden. Die OMK vertrat in der FIM als FMN (franz.: Fédération Motocyclisme National, nationale Mitglieds-Föderation der FIM/UEM) die Interessen des deutschen Motorradsportes und stellte für die deutschen Lizenznehmer die internationalen FIM-Lizenzen aus.
Seit 1998 wird diese Funktion vom Deutschen Motor Sport Bund wahrgenommen.
Als eine von mehreren anerkannten Motorsportdachorganisation in Deutschland war die OMK zuständig für:
- die Ausschreibung von Meisterschaften
- die Ausstellung von Rennlizenzen
- die Genehmigung von Sportveranstaltungen
- das sportliche und technische Reglement sowie deren sportrechtliche Durchsetzung.

## OMK-Ehrenpreis (1977–1997)
Der OMK-Ehrenpreis wurde im Zeitraum von 1977 bis 1997 von der OMK an folgende Motorsportler verliehen:
- 1977 Erwin Schmider
- 1978 Adolf Weil
- 1980, 1981, 1982 Toni Mang
- 1983 Egon Müller
- 1984 Werner Schwärzel und Andreas Huber
- 1985 Werner Schwärzel und Fritz Buck
- 1986 Gerhard Waibel
- 1987 Karl Maier
- 1988 Karl Schwalb[3]
- 1989 Reinhold Roth
- 1990 Roland Diepold
- 1991, 1996 Gerd Riss
- 1992, 1995, 1997 Ralf Waldmann
- 1993 Dirk Raudies
- 1994 Klaus Weinmann und Thomas Weinmann